# 达内尔堡
达内尔堡（法語：Dannelbourg，法語發音：[danɛlbuʁ]；洛林法兰克语：Dännelbuerj）是法国摩泽尔省的一个市镇，属于萨尔堡-萨兰堡区。

## 地理
达内尔堡（48°44'35"N, 7°14'8"E）面积2.95 平方千米，位于法国大東部大區摩泽尔省，该省份为法国东北部内陆省份，是洛林的一部分，西南接默尔特-摩泽尔省，东临下莱茵省，北与卢森堡和德国接壤。
与达内尔堡接壤的市镇（或旧市镇、城区）包括：亨利多夫、吕策尔堡、米泰尔布龙、法尔斯堡。

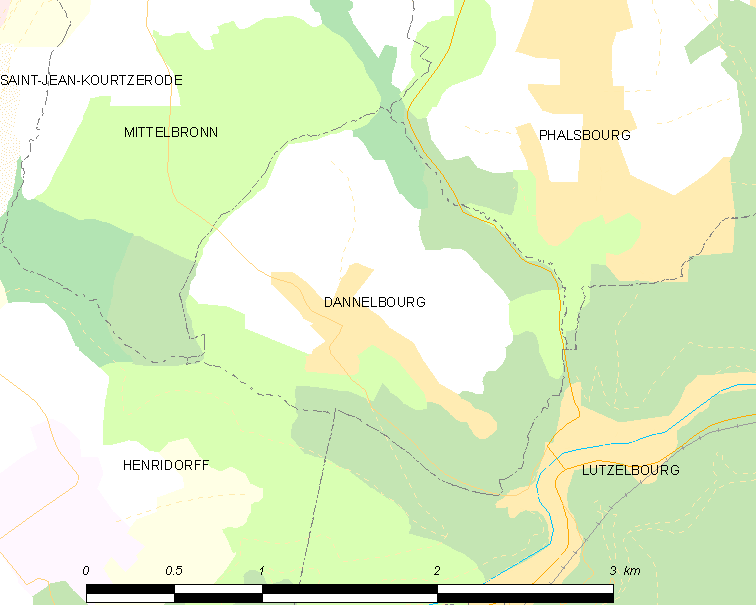
达内尔堡的OSM定位图

达内尔堡的时区为UTC+01:00、UTC+02:00（夏令时）。

## 行政
达内尔堡的邮政编码为57820，INSEE市镇编码为57169。

## 政治
达内尔堡所属的省级选区为法尔斯堡县。

## 人口

1962-2008年间达内尔堡人口变化图示

达内尔堡于2022年1月1日时的人口数量为506人。